# Kerstin Gynnerstedt
Kerstin Gynnerstedt, född 26 oktober 1945 i Växjö, är en svensk författare, statsvetare och docent i socialt arbete.